# Blepephaeus arrowi
Blepephaeus arrowi là một loài bọ cánh cứng trong họ Cerambycidae.